# اتهامات کمک سیا به اسامه بن لادن

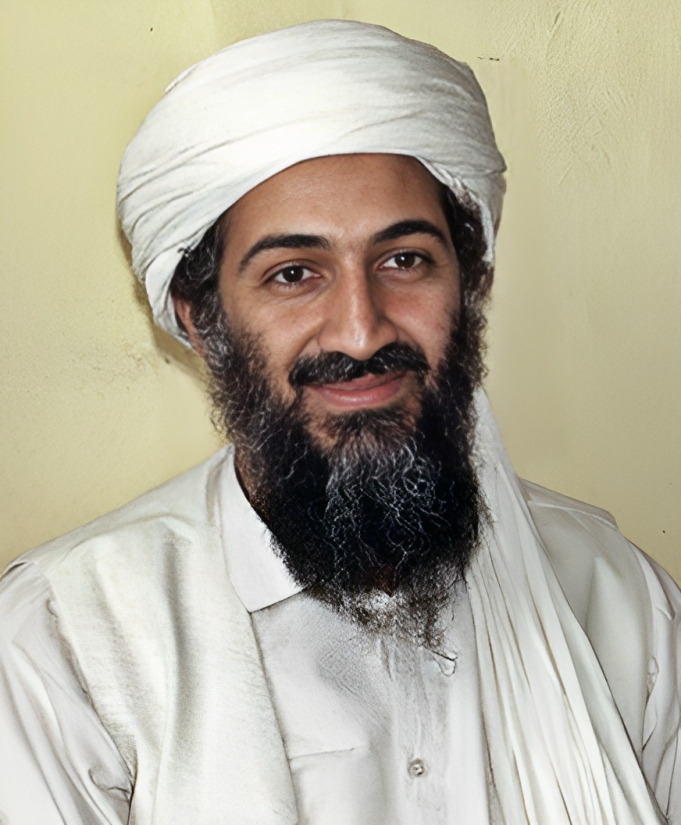
نگارهٔ اسامه بن لادن، حوالی مارس ۱۹۹۷ / مه ۱۹۹۸

برخی منابع ادعا کرده‌اند که آژانس اطلاعات مرکزی (سیا) با القاعده اسامه بن لادن و جنگجویان " عرب افغان " آن در زمانی که گروه‌های مجاهدین را برای جنگ با اتحاد جماهیر شوروی در جریان جنگ شوروی و افغانستان مسلح کرد، روابط داشته‌است.
تقریباً همزمان با حمله شوروی به افغانستان، ایالات متحده شروع به همکاری با استخبارات بین‌سرویس پاکستان (ISI) کرد تا سالانه چند صد میلیون دلار کمک در اختیار شورشیان مجاهد افغان که با دولت طرفدار شوروی افغانستان و ارتش شوروی در عملیات طوفان می‌جنگیدند، بگذارد. در کنار مجاهدین بومی افغان، داوطلبان مسلمانی از کشورهای دیگر نیز حضور داشتند که در میان مردم به «عرب افغان» معروف بودند. مشهورترین اعراب افغانستان اسامه بن لادن بود که در آن زمان به عنوان یک سعودی ثروتمند و متدین شناخته می‌شد که پول خود را تأمین می‌کرد و به جمع‌آوری میلیون‌ها نفر از دیگر اعراب ثروتمند خلیج فارس کمک می‌کرد.
هنگامی که جنگ به پایان رسید، بن لادن سازمان القاعده را سازماندهی کرد تا به جهاد مسلحانه علیه سایر کشورها، به ویژه علیه ایالات متحده، ادامه دهد.
شماری از مفسران حملات القاعده را به عنوان " پس ضربه " یا پیامد ناخواسته کمک‌های آمریکا به مجاهدین توصیف کرده‌اند. در پاسخ، دولت ایالات متحده و مقامات اطلاعاتی آمریکا و پاکستان درگیر در این عملیات این نظریه را رد کرده‌اند. بسیاری از روزنامه نگاران، از جمله پیتر برگن، خبرنگار سی ان ان نیز این ادعا را رد کرده‌اند. آنها معتقدند که این کمک‌ها توسط دولت پاکستان داده شده‌است، این کمک‌ها به مجاهدین افغان و نه خارجی‌ها رسیده‌است، و هیچ تماسی بین اعراب افغان (مجاهدین خارجی) و سیا و سایر مقامات آمریکایی وجود نداشته‌است، چه برسد به آموزش تسلیحاتی. مربیگری یا تلقین.
به تاریخ سال ۲۰۱۸، هیچ مدرک مستندی در دسترس عموم برای پشتیبانی از هیچ‌یک از ادعاهای مربوط به همکاری بین سازمان‌های دولتی ایالات متحده و بن لادن وجود ندارد.